# Епархия Пуналура
Епархия Пуналура (лат. Dioecesis Punalurensis) — епархия Римско-Католической церкви c центром в городе Пуналур, Индия. Епархия Пуналура входит в митрополию Тривандрума. Кафедральным собором епархии Пуналура является церковь Пресвятой Девы Марии.

## История
21 декабря 1985 года Римский папа Иоанн Павел II издал буллу Verba Christi, которой учредил епархию Пуналура, выделив её из епархии Квилона. В этот же день епархия Пуналура вошла в митрополию Вераполи.
3 июня 2004 года епархия Неяттинкары вошла в митрополию Тривандрума.

## Ординарии епархии
- епископ Mathias Kappil (21.12.1985 — 12.03.2005);
- епископ Joseph Kariyil (12.03.2005 — 8.05.2009) — назначен епископом Кочина;
- епископ Selvister Ponnumuthan (8.05.2009 — по настоящее время).

## Источник
- Annuario Pontificio, Libreria Editrice Vaticana, Città del Vaticano, 2003, ISBN 88-209-7422-3
- Булла Verba Christi  (лат.)